# Merkuriusz Polski Ordynaryjny

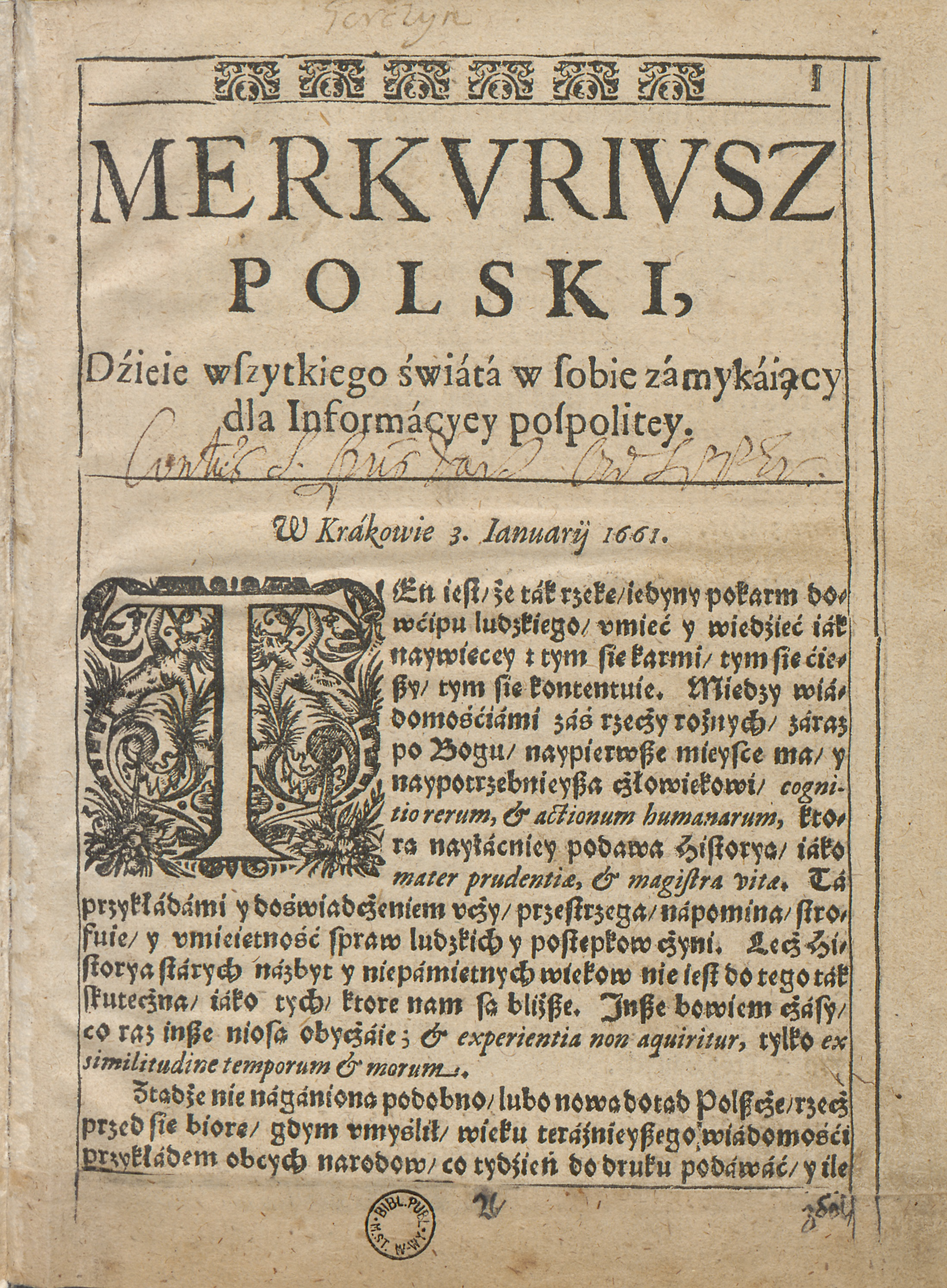
Titelseite des Merkuriusz

Der Merkuriusz Polski Ordynaryjny (deutsch Polnischer Ordentlicher Merkur; in der polnischen Schreibweise des 17. Jahrhunderts Merkuryusz Polski Ordynaryiny) war die erste regelmäßig erscheinende Zeitung in Polen.

## Geschichte
Erstmals herausgegeben wurde der Merkuriusz am 3. Januar 1661 in Krakau im Verlagshaus J. A. Gorczyn. Angeregt durch Luisa Maria Gonzaga und den Hof ihres Mannes, den polnischen König Johann II. Kasimir, erschien die Zeitung zweiwöchentlich in einem Umfang von acht bis zwölf Seiten. Sie widmete sich größtenteils der Politik, dynastischen Angelegenheiten Europas und den Militärkampagnen verschiedener Monarchen. Innenpolitisch warb die Zeitung für politische Reformen und die Stärkung der Macht des Regenten. Nach der 37. Ausgabe verlegte man die Redaktion nach Warschau. Den meisten Ausgaben waren zudem Beilagen beigefügt, in denen man auf einzelne Themen einging oder Briefe und Beiträge wichtiger Persönlichkeiten abdruckte.
Geschrieben wurden die Texte im Polnisch des 17. Jahrhunderts, welches stark vom Latein beeinflusst war. Teilweise wurden auch Texte ausschließlich auf Latein veröffentlicht. Der Merkuriusz wurde von Hieronim Pinocci, einem italienischen Händler, der nach Polen emigriert war und zahlreiche Posten in der königlichen Verwaltung bekleidete, herausgegeben. Ein weiterer Mitarbeiter war der Schriftsteller und Dichter Łukasz Opaliński. Insgesamt 41 Ausgaben mit einer durchschnittlichen Auflage von 100 bis 200 Exemplaren wurden gedruckt. Die letzte Ausgabe war auf den 22. Juli 1661 datiert. Der Grund ihrer Einstellung ist nicht bekannt.
Zwischen 1933 und 1939 wurden sämtliche Ausgaben von der polnischen Nationalbibliothek wieder aufgelegt. Trotz der kurzen Wirkzeit war der Merkuriusz namensgebend für eine Reihe späterer Zeitungen; insbesondere für den Merkuriusz Polski, der zwischen 1955 und 1958 in London herausgegeben wurde.